# 1904년 하계 올림픽 미식축구
1904년 하계 올림픽 미식축구는 미국 세인트루이스에서 개최된 1904년 하계 올림픽의 비공식 종목이다.